# Papendrecht
Papendrecht – gmina w Holandii, w prowincji Holandia Południowa.